# Тампа-Бей Лайтнінг
«Тампа-Бей Лайтнінг» (англ. Tampa Bay Lightning) — заснована 1993 року професійна хокейна команда міста Тампа (штат Флорида, США). Команда — член Атлантичного дивізіону, Східної конференції, Національної хокейної ліги.

Логотип «Тампа-Бей Лайтнінг» з 2007 до 2011 року

Домашнім полем для «Тампа-Бей Лайтнінг» — Сент-Піт-Таймс-форум.
«Лайтнінг» виграли Кубок Стенлі y 2003–2004, 2019—2020 та 2020—2021 роках.

## Володарі Кубка Стенлі
| Володарі Кубка Стенлі Тампа-Бей Лайтнінг | Воротарі: Джон Грем, Микола Хабібулін Захисники: Ден Бойл, Бен Клаймер, Джессен Каллімор, Павел Кубіна, Брад Лукович, Станіслав Нецкарж, Нолан Пратт, Даррен Рамбл, Корі Сарич, Дерріл Сідор Нападники: Руслан Федотенко, Дейв Андрейчук, Мартін Цібак, Кріс Дінгман, Венсан Лекавальє, Фредрік Модін, Ерік Перрен, Бред Річардс, Андре Руа, Мартен Сан-Луї, Корі Стіллман, Тім Тейлор, Дмитро Афанасєнков Головний тренер: Джон Торторелла Генеральний менеджер: Джей Фістер |